# فيليب فيلهلم (ناخب بالاتينات)
فيليب فيلهلم (بالألمانية:Philipp Wilhelm)؛(24 نوفمبر 1615 – 2 سبتمبر 1690)؛ كان ناخب بالاتينات (1685-1690)، وأيضا كونت بالاتينات-نيوبورغ (1653-1690)،ودوق يوليش وبيرغ (1653-1679) ووالده هو فولفغانغ فيلهلم، كونت بالاتينات-نيوبورغ ووالدته هي ماغدالين ابنة فيلهلم الخامس دوق بافاريا·

## الحياة
في 1685 مع وفاة ابن عمه البروتستانتي ناخب بالاتينات كارل الثاني، ورث فيليب عنه بالاتينات الانتخابية وبالتي تحولت الانتخابية من البروتستانتية إلى الأراضي الكاثوليكية، إدعى لويس الرابع عشر ملك فرنسا بالنيابة عن نسيبته دوقة أورليان إليزابيث كارلوتا شقيقة كارل الثاني، أحقيته في الخلافة مما أدى في نهاية المطاف غزو الفرنسي لـ بالاتينات في 1688، والتي أبدت الحرب التسع سنوات .

## الزواج
تزوج فيلهلم مرتين الأولى من الأميرة آنا كاثرين كونستانس فاسا ابنة سييسموند فاسا ملك بولندا والسويد وكونستانس من النمسا وكان لزوجان ابناً توفي عند الولادة، وتوفيت آنا كاثرين كونستانس في 1651.
في 1653 أصبح فيليب فيلهلم متزوجاً من إليزابيث أمالي من هسن-دارمشتات وانجبت له 17 طفلاً، بما في ذلك اثنين مستقبلاً أصبحوا ناخبو بالاتينات يوهان فيلهلم وكارل فيليب الثالث وأيضا الكونت-الأسقف فرانتس لودفيغ ناخب ترير وكذلك ماينتس .
الزواج الثاني استمر 37 سنةً وكانا سعيدان للغاية، وأيضا هذا نسل موجود حتى يومنا هذا غالباً من يكون من (خط الأناث)، في السنوات الأولى من زواجهما عاشوا في دوسلدورف حيث أسسوا الكنائس والأديرة.

## الذرية
- إليونور ماغدالين (1655-1720)؛ إمبراطورة الرومانية المقدسة القرينة بعد زواجها في عام 1676 من ليوبولد الأول ولهم ذرية.
- ماريا أدلهيد آنا (6 يناير - 22 ديسمبر 1656).
- صوفيا إليزابيث (25 مايو 1657 - 7 فبراير 1658).
- يوهان فيلهلم يوزف (1658-1716)، ناخب بالاتينات (1690-1716)؛ تزوج مرتين أولاً من الأرشيدوقة ماريا آنا يوزفا من النمسا وثانياً من آنا ماريا لويزا دي ميديشي؛ وليس له ذرية.
- فولفغانغ غيورغ فريدرخ (5 يونيو 1659 - 4 يونيو 1683)؛ أسقف بريسلاو (1682-1683).
- لودفيغ أنطون (9 يونيو 1660 - 4 مايو 1694)؛ أسقف فورمس 1693-1694؛ وله ذرية ابن واحد من مواليد 1693.
- كارل فيليب الثالث (1661-1742)؛ ناخب بالاتينات (1716-1742) تزوج من أولاً من لودفيغا كارولينا رادجيفي ولهما ذرية؛ تزوج مرة أخرى من تيريزا لوبوميرسكا ولهما ذرية، ثم من فيولانتي تيريز من ثورن أوند تكسيس، ليس لديهم ذرية.
- ألكسندر سيغيسموند (16 أبريل 1663 - 24 يناير 1737)؛ أسقف أوغسبورغ (1691-1737)
- فرانتس لودفيغ (18 يوليو 1664 - 6 أبريل 1732)؛ ناخب ترير (1716-1729) وماينتس 1729-1732.
- فريدرخ فيلهلم (1665 - 1689).
- ماريا صوفيا إليزابيث (1666-1699)؛ تزوجت في 1687 من بيدرو الثاني ملك البرتغال وينحدر منها أسرة براغانزا والمدعون في البرازيل وينحدرون منها أيضا الحكام الحاليين إسبانيا، وبلجيكا وهنري دوق لوكسمبورغ الأكبر وكذلك المدعون في إيطاليا والصقليتين ينحدرون منها.
- ماريا آنا (1667-1740) تزوجت في 1690 من كارلوس الثاني ملك إسبانيا ليس لهما ذرية.
- فيليب فيلهم أغسطس (19 نوفمبر 1668 - 5 أبريل 1693)؛ تزوج في 1690 من آنا ماريا فرانشيسكا من ساكسونيا-لاونبورغ .
- دوروثيا صوفيا (1670-1748)؛ تزوجت في 1690 من إدواردو فارنيزي أمير بارما الوراثي وكانت والدة إليزابيث فارنيزي، ملكة إسبانيا؛ ينحدرون منها الحكام الحاليين في إسبانيا، وبلجيكا وهنري دوق لوكسمبورغ الأكبر وكذلك المدعيون في إيطاليا والصقليتين.
- هيدفيغ إليزابيث أماليا (1673-1722)؛ تزوج في 1691 من ولي العهد جيمس لويس سوبيسكي من بولندا؛ حالياً أمراء غوميني ينحدرون منها.
- يوهان (1675).
- ليوبولدينا إليونورا يوزفا (1679 - 1693).

## من أحفاده
- يوزف الأول، إمبراطور الروماني المقدس
- كارل السادس، إمبراطور الروماني المقدس
- جواو الخامس، ملك البرتغال
- إليزابيث فارنيزي، ملكة إسبانيا القرينة
- ماريا آنا من النمسا، ملكة البرتغال القرينة